# Konstantin III. Kilikijski
Konstantin III. (armensko Կոստանդին Ա, latinizirano: Gosdantin ali Konstantin), po armenskem štetju Konstantin I. ali Konstantin III., je bil kratek čas leta 1298 in 1299 kralj Armenskega kraljestva Kilikije, * 11. januar 1277, † 1310. 
Bil je sin Leona II. Kilikijskega in Keran Lampronske iz kilikijske Hetumidske/Lampronske dinastije. 
Leta 1296 je pomagal svojemu bratu Smbatu I. pri uzurpaciji prestola, a se je dve leti pozneje, leta 1298, obrnil proti njemu, da bi pomagal ponovno priti na prestol svojemu starejšemu bratu Hetumu II. Med Hetumovim okrevanjem zaradi oslepitve z vročim železom je sam za približno eno leto prevzel kilikijski prestol. Kmalu po Hetumovi vrnitvi na prestol je leta 1299 sodelovel v novi zaroti, ki naj bi na prestol ponovno privedla Smbata. Zaroto so odkrili in brata sta ostanek življenja preživela v ječi. 

## Vira
- Boase, T. S. R. (1978). The Cilician Kingdom of Armenia. Edinburgh: Scottish Academic Press. ISBN 0-7073-0145-9.
- Ghazarian, Jacob G (2000). The Armenian Kingdom in Cilicia during the Crusades: The Integration of Cilician Armenians with the Latins (1080–1393). Abingdon: RoutledgeCurzon (Taylor & Francis Group). ISBN 0-7007-1418-9.

| Konstantin III. Kilikijski HetumidiRojen: 11. januar 1277 Umrl: 1310 |                                   |                      |
| Vladarski nazivi                                                     |                                   |                      |
| Predhodnik: Smbat I.                                                 | Kralj Armenske Kilikije 1298–1299 | Naslednik: Hetum II. |